# Gymnocerus scabripennis
Gymnocerus scabripennis là một loài bọ cánh cứng trong họ Cerambycidae.